# 常念寺 (むつ市)
常念寺（じょうねんじ）は、青森県むつ市田名部町にある浄土宗の寺院。本尊の阿弥陀如来像は、恵心僧都の作。

## 歴史
桃山時代の慶長元年（1596年）7月に創建された。
江戸時代の延宝3年（1675年）、三世・良故円鶴の時に大火に遭い、全記録を焼失した。
貞享3年（1686年）、四世・良法弁意が再建した。元禄年間、京都の清浄華院より阿弥陀如来像を貰い受けて本尊とした。
明治23年（1890年）10月に田名部町が大火に見舞われた時、山門や鐘楼などを焼失した。

### 秩父宮家の御成
昭和11年（1936年）10月20日、秩父宮雍仁親王と勢津子妃が小憩のために御成。
秩父宮は屋島の戦いが描かれた寺宝『一ノ谷屋島合戦図屏風』の由来伝説について説明された後、「そんなこともあるかネ」と微笑んだという。
当時の住職・関信応は、夫妻が使用した九谷焼の湯飲み2個を寺宝として永久保存する意向を示した。また、秩父宮が生まれた寅年の守本尊である虚空蔵菩薩を勧請する計画を立てている。